# Daniel Ola
Daniel Ola (Accra, 23 novembre 1982) è un ex calciatore ghanese naturalizzato nigeriano, di ruolo difensore.

## Carriera

### Club
Daniel Ola inizia la sua carriera di calciatore in Nigeria, nei King Faisal's Babies. Nel 1999 si trasferisce in Svizzera all'Étoile Carouge, e nel 2000 la Lazio lo nota e gli fa firmare un contratto di cinque anni, aggregandolo alla squadra Primavera. L'anno seguente è ceduto in prestito al ChievoVerona dove milita per sei mesi.
Successivamente passa nelle file dell'Aquila in Serie C1 dove colleziona 47 presenze e 3 reti, di cui una nei play-out vinti contro il Paternò, che evitano la retrocessione alla squadra abruzzese. Nel 2003, dopo un breve prestito, il Teramo lo acquista a titolo definitivo. A Teramo gioca due stagioni in Serie C1, collezionando 50 presenze e 7 reti. 
Nel 2005 viene ingaggiato dal Cesena e sale in B, dove gioca tre stagioni, collezionando complessivamente 71 presenze e 1 rete. Nella prima annata di cadetteria, i romagnoli si classificano al sesto posto e mancano la Serie A alle semifinali play-off perse contro il Torino, mentre nella terza stagione retrocedono in Lega Pro Prima Divisione.
Nell'estate del 2008 parte per il Sudafrica, convocato dalla Nazionale nigeriana per le qualificazioni ai Mondiali 2010.
Nel 2009 si trasferisce al Botev Plovdiv, nella massima serie del campionato bulgaro, dove totalizza 12 presenze, ma a gennaio 2010 la società si scioglie ed il calciatore si trasferisce in Indonesia, nella squadra lettone Jūrmala, con la quale colleziona 53 partite e 4 reti.
Svincolato, nel 2014 firma con la Fidelis Andria, squadra pugliese neo promossa in Serie D 2014/15. Con la Fidelis Andria vince il campionato di Serie D, collezionando 16 presenze e segnando 1 gol nella gara contro la Cavese vinta per 3-2, che sancisce la matematica promozione in Lega Pro della Fidelis.
A luglio 2015 firma con il Bisceglie in Serie D, mentre la stagione successiva scende di categoria e si trasferisce al Barletta in Eccellenza, che lo gira prima al Picerno, poi al Manfredonia ed infine in Eccellenza Campana con il Buccino.
Nel 2020 firma un triennale con il Ginosa, squadra che milita nel campionato di Eccellenza pugliese. Dal 2022 fa parte della dirigenza della dirigenza ginosina, dopo il suo ritiro dal calcio giocato a causa di un infortunio ad entrambe le ginocchia.

### Nazionale
Il 5 agosto 2008 ottiene la sua prima convocazione con la Nazionale nigeriana, senza tuttavia scendere in campo.

## Palmarès

### Club

#### Competizioni giovanili
- Campionato Primavera: 1

Lazio: 2000-2001

#### Competizioni nazionali
- Supercoppa italiana: 1

Lazio: 2000
- Campionato lettone: 1

Daugava: 2012
- Coppa di Lega lettone: 1

Daugava: 2013
- Supercoppa di Lettonia: 1

Daugava: 2013
- Serie D: 1

Fidelis Andria: 2014-2015 (Girone H)